# Tschet (Fluss)
Der Tschet (russisch Четь) ist ein rechter Nebenfluss der Kija in der Region Krasnojarsk und in der Oblast Tomsk in Sibirien.
Der Tschet entspringt 2 km westlich von Bogotol im Südosten des Westsibirischen Tieflands in der Region Krasnojarsk. Er verläuft anfangs in nordwestlicher Richtung, später wendet er sich nach Südwesten und mündet schließlich in die Kija, 12 km oberhalb deren Mündung in den Tschulym.
Der Tschet hat eine Länge von 432 km und entwässert ein Areal von 14.300 km². Der mittlere Abfluss an der Mündung beträgt 66 m³/s. Der Tschet weist über seine gesamte Länge ein stark mäandrierendes Verhalten auf.
Der Fluss wird hauptsächlich von der Schneeschmelze gespeist. Im Mai kommt es deshalb regelmäßig zu Hochwasser. Ende Oktober / Anfang November gefriert der Tschet. Bis Ende April / Anfang Mai bleibt der Fluss eisbedeckt.